# 1431
Năm 1431 là một năm trong lịch Julius.

## Sự kiện
- 3 tháng 3 - Giáo hoàng Eugene IV kế nhiệm Giáo hoàng Martin V làm Giáo hoàng thứ 207.
- Quân Xiêm chiếm thủ đô Angkor Thom